# Mark Averbukh
Mark Mikhailovitx Averbukh (21 de maig 1945, Moscou - 25 d'octubre 2006) és un director de cinema i càmera soviètic, ara rus. Ha estat productor, creador, director i productor del famós programa de televisió “Kriminal'naia Rossia”. Sovremennie khroniki".

## Biografia
Mark Mikhailovich Averbukh va néixer a Moscou fill de Mikhaïl Isaakovich Averbukh i Betia Naumovna Vaisman. Immediatament després de l'exèrcit, va anar a treballar a l’Estudi Central de Pel·lícules Documentals (TSSDF URSS), on va començar com a assistent.
Es va graduar al departament de càmera del VGIK, va estudiar amb Leonid Mikhailovitx Kristi. El 1965 treballà com a assistent de càmera. El 20 d'abril de 1968 es va casar amb la seva companya de classe, Marina Goriatxkovskaia. De 1973 a 1994 treballà com a director i com a càmera. Va treballar al TSSDF durant 25 anys. A principis dels 90 va ser assistent de Boris Elcin. Després de l'enfonsament del TSSDF, va treballar a la televisió, no sols com a director i càmera, sinó també com a productor (des de 1994).
Va col·laborar molt amb la televisió alemanya i, per encàrrec d'Alemanya, va rodar la pel·lícula semi-autobiogràfica "Piatii punkt".
Autor de més de cinquanta documentals, guanyador de festivals de cinema internacionals i soviètics, com ara Berlín, San Sebastià, Munic, Karlovy Vary.
Va morir el 25 d'octubre 2006 per una aturada cardíaca. És enterrat al Cementiri de Vostriakovskoe.

## Filmografia
- 1973 — Vesennie starty
- 1973 — Gosudarstvo — eto mi
- 1973 — Ruka na pul'te
- 1974 — Pamiat' navsegda
- 1975 — Kajdii den'
- 1975 — Pod flagom Spartakiadi
- 1975 — Na zemle moskovskoi
- 1982 — Den' Moskvi
- 1976 — Novoye o starom i novom
- 1976 — Vstretxi v Gorno-Pravdinske
- 1976 — Burovie mastera
- 1977 — Tvardovskii i Bartov
- 1977 — Boris Prorokov (fil'm)
- 1977 — Krasnomu znameni verni
- 1978 — Istoria odnogo mundira
- 1978 — Vasil'iev iz Vasil'ieva
- 1978 — Voina na Severe
- 1978 — Bitva na more
- 1978 — Prezident Meksiki v SSSRБ
- 1982 — Txornii khod
- 1983 — Komandirovka za servisom
- 1984 — Skol'ko stoit kartoshka
- 1986 — Vziatka. Fakti i razmixlenia
- 1988 — Osobaia zona
- 1994 — Ne pokidai: 5 slutxaiev ievreiskogo sirotstva v Rossii
- 1998 — Litxnii vrag Stalina[3]
- 1995 — Kriminal'naia Rossia
- 2002 — Vsem v rozisk!
- 2003 — Dolgi, dolgi den'